# O.P. Christensen
O.P. Christensen (født 11. januar 1876, død 15. september 1956) var en dansk direktør og kunstsamler.
Som kunstsamler var O.P. Christensen en sjælden type, idet han især koncentrerede sin samling om L.A. Rings værker. Dog havde han en række billeder af Hans Smidth og enkelte af Kristian Zahrtmann og af Anders Zorn. O.P. Christensen testamenterede sine 31 L.A. Ring malerier til Statsministeriet.